# ウナギツカミ
ウナギツカミ（鰻攫、学名：Persicaria sagittata（広義））は、タデ科イヌタデ属の一年草。別名、アキノウナギツカミ、アキノウナギヅル。
狭義では、変種 Persicaria sagittata (L.) H.Gross var. sibirica (Meisn.) Miyabeで、基準変種は北アメリカ東部に分布し、葉柄が長く、葉の縁に逆向きの毛が生える点で異なる。ただし、東アジアにも同じ形態のものがみられるという。
以前はアキノウナギツカミ（秋の鰻攫、P. sieboldi）は、水辺や溝に生え、花期が秋であるものをいい、狭義のウナギツカミ（鰻攫、P. aestiva）は、畑地に生え、丈が約30cmと低く、花期が春から初夏であるものとして区別されていた。これらの区別については、生態的な型に過ぎないとし、2017年刊行の『改訂新版 日本の野生植物 4』では、ウナギツカミ P. sagittata var. sibirica にまとめられている。米倉浩司・梶田忠 (2003-)「BG Plants 和名−学名インデックス」(YList)でも同様である。

## 特徴
茎の下部は地面に伏して、上部は斜上するか直立して他の植物等にからみ、四方に広がって分枝して高さ約1mになる。茎に4稜があり、稜角には下向きの刺毛がある。葉は互生し、ふつう葉柄があって、葉身は卵状披針形から長披針形で、先端は鋭形、縁は全縁、基部は矢じり形になり茎を抱くように張り出し、長さ5-12cm、幅1-3.5cmになる。葉の表面は無毛で、裏面葉脈中脈の下部に下向きの小さな刺毛が生え、刺毛は葉柄にも生える。托葉鞘は膜質で、先が斜めに切れた筒型で縁毛はなく、長さ5-12mmになる。
花期は水辺に生育するものはふつう7-10月であるが、畑地に生育するものは5月から開花する。花序は茎先と葉腋につき、頭状花序状に数個の花をつけ、花序柄があり無毛。花冠裂片に見えるのは萼裂片で、萼は5深裂し、裂片は長さ3-5mm、下部は白色で上部はふつう淡紅色になる。雄蕊は8個ある。子房には3個の花柱がある。果実は3稜がある痩果で、暗褐色でふつう光沢がないがまれに光沢があり、宿存する萼片に包まれ、長さ2.5-3.5mmになる。染色体数は2n=40。

## 分布と生育環境
日本では、南千島、北海道、本州、四国、九州に分布し、水辺や溝の近く、湿地に生育するが、まれに湿った畑地に生え、しばしば群生する。世界では、朝鮮半島、中国大陸、ヒマラヤ、シベリア、極東ロシアに分布する。

## 名前の由来
和名ウナギツカミは、「鰻攫」の意。「鰻攫」の意味は、茎に生える刺を利用すればヌルヌルするウナギも簡単につかめるだろうということで、本種のほか、近縁のナガバノウナギツカミ P.  hastatosagittata、ホソバノウナギツカミ P. praetermissa、ナツノウナギツカミ P. dichotoma について同様である。
種小名（種形容語）sagittata は、「やじり形の」の意味。

## 分類
イヌタデ属のウナギツカミ節 Sect. Echinocaulon に属する種は、茎に下向きの刺毛が生える。ただし、一部の種では刺毛が目立たないことがある。同節に属するもののうち、イシミカワ P. perfoliata、ママコノシリヌグイ P. senticosa、ミヤマタニソバ P. debilis などのグループは、托葉鞘が葉状になる。一方、本種、ナガバノウナギツカミ、ホソバノウナギツカミ、ナツノウナギツカミ、ヤノネグサ P. muricata、ナガバノヤノネグサ P. breviochreata のグループは、托葉鞘が円筒形で膜質になる。

## ギャラリー

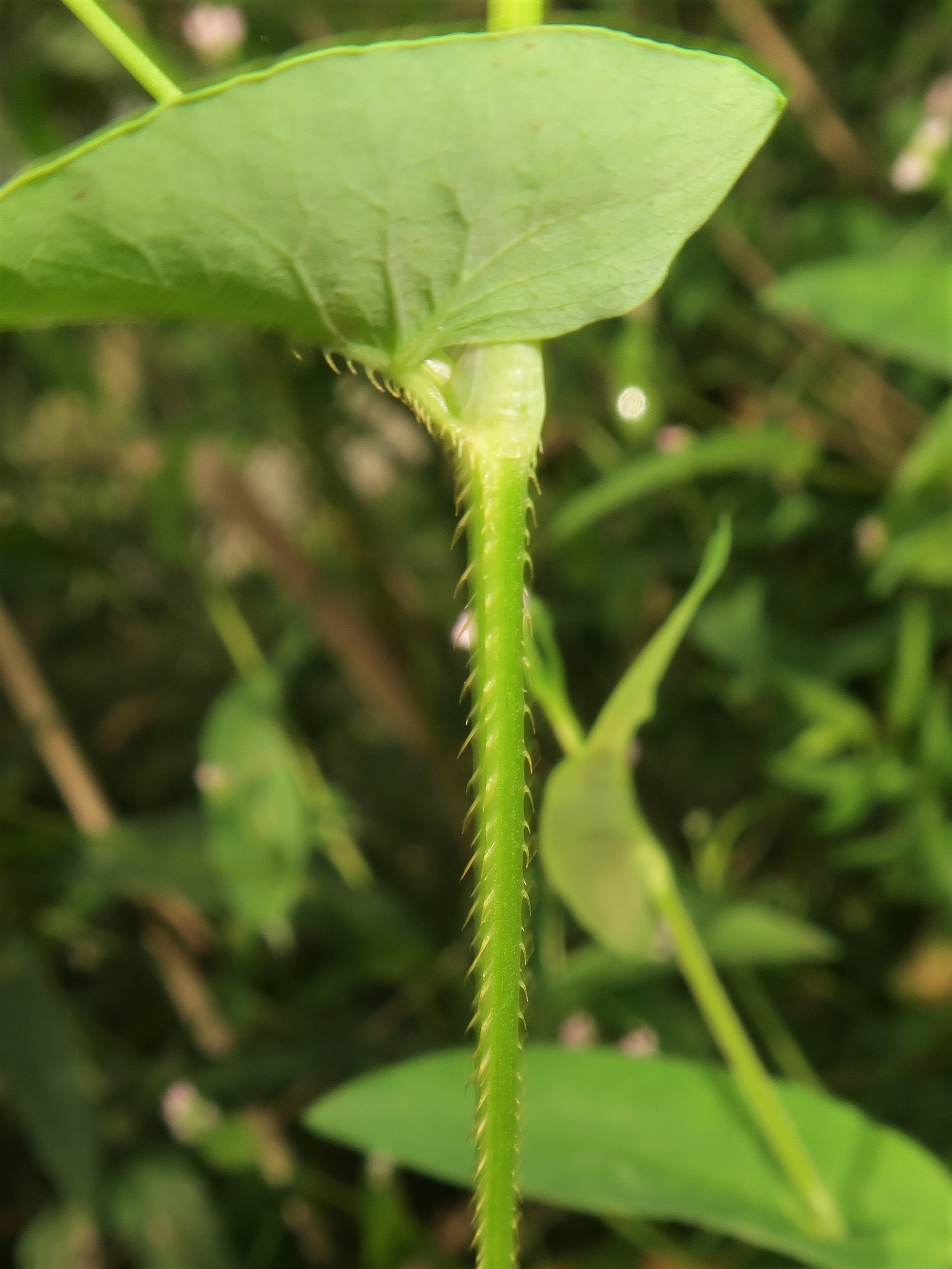
茎に4稜があり、稜角には下向きの刺毛がある。葉の裏面葉脈中脈の下部と葉柄に下向きの刺毛が生える。
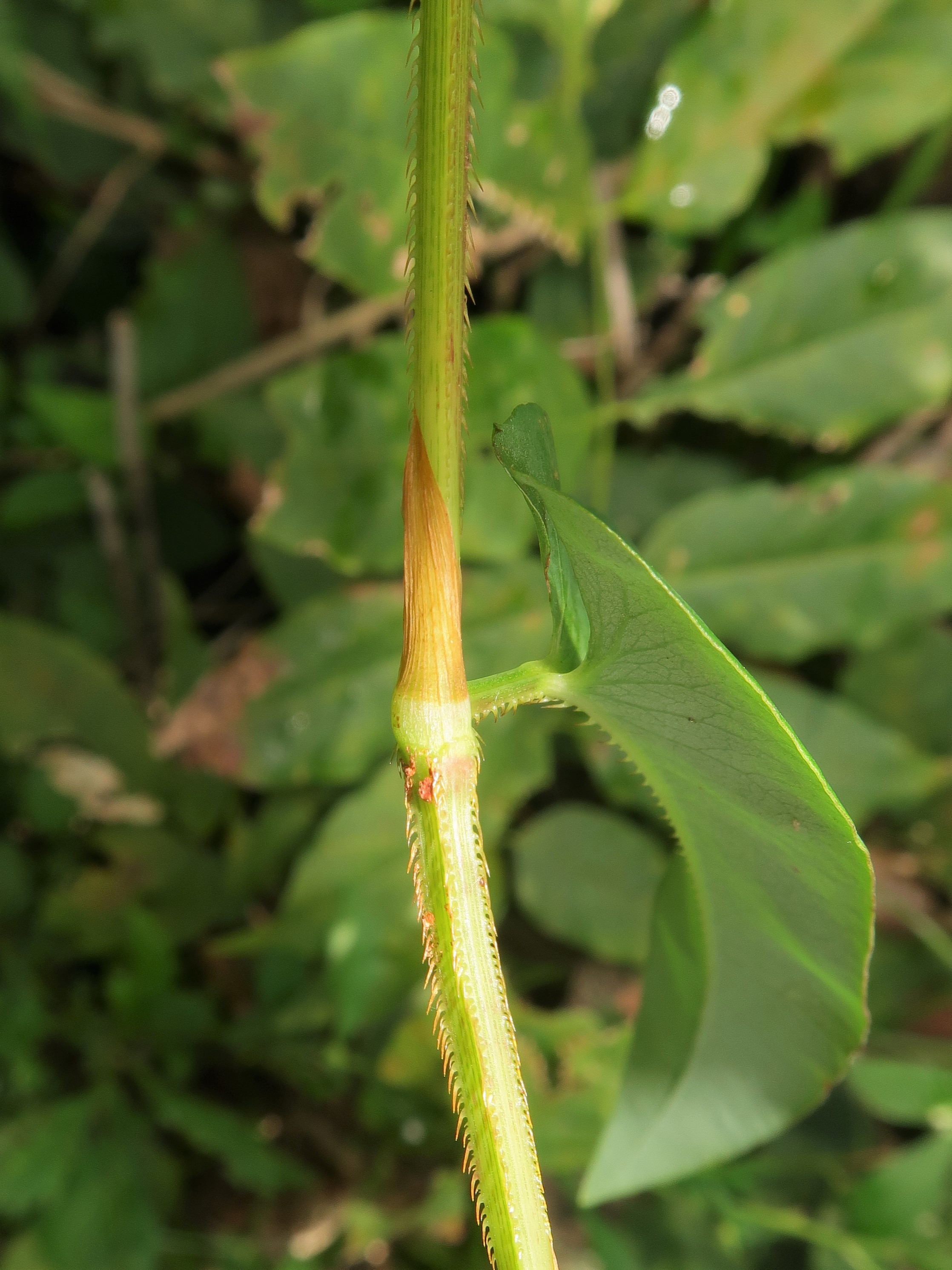
托葉鞘は膜質で、先が斜めに切れた筒型で縁毛はない。
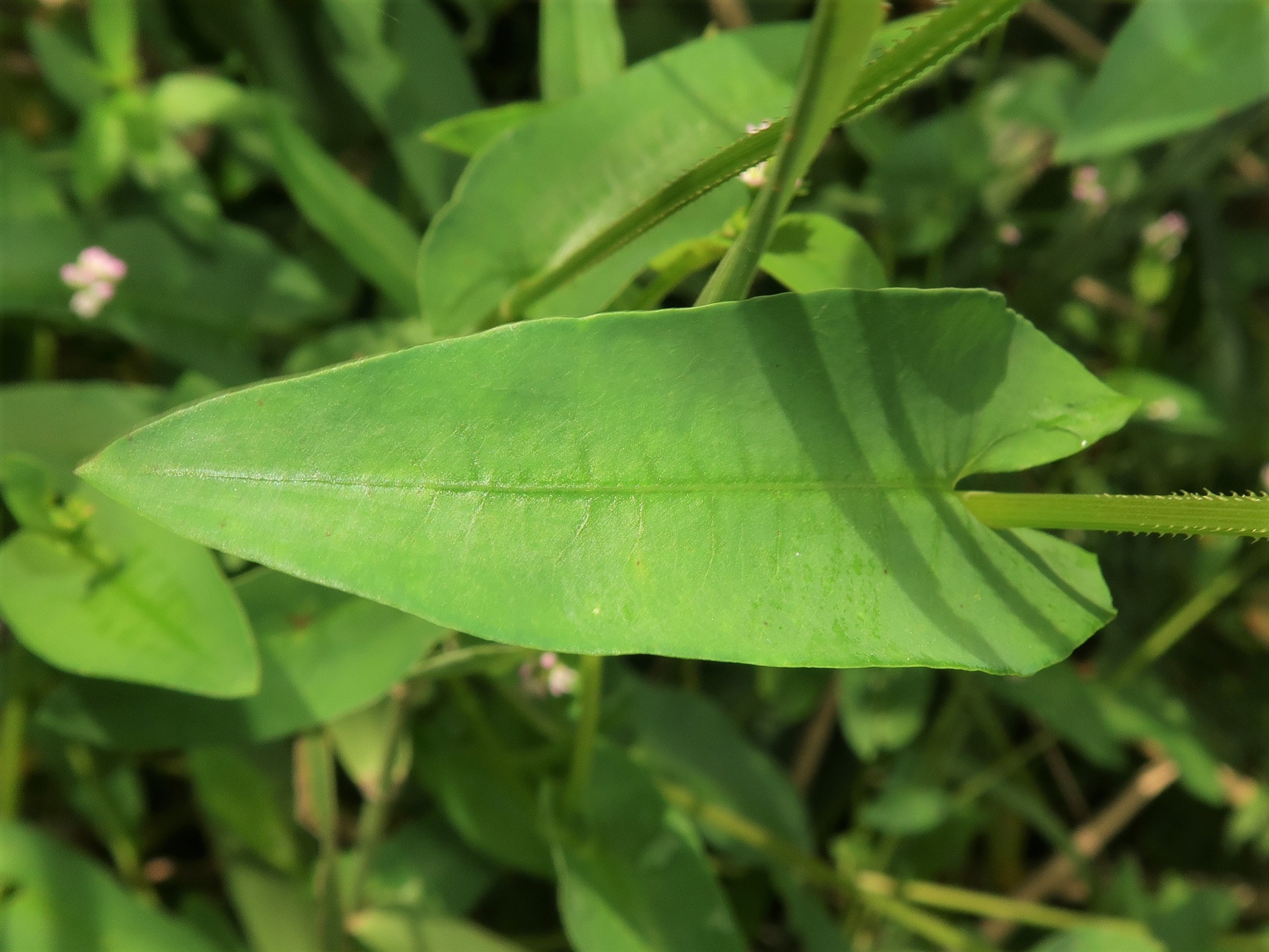
葉の基部は矢じり形になり、茎を抱くように張り出す。
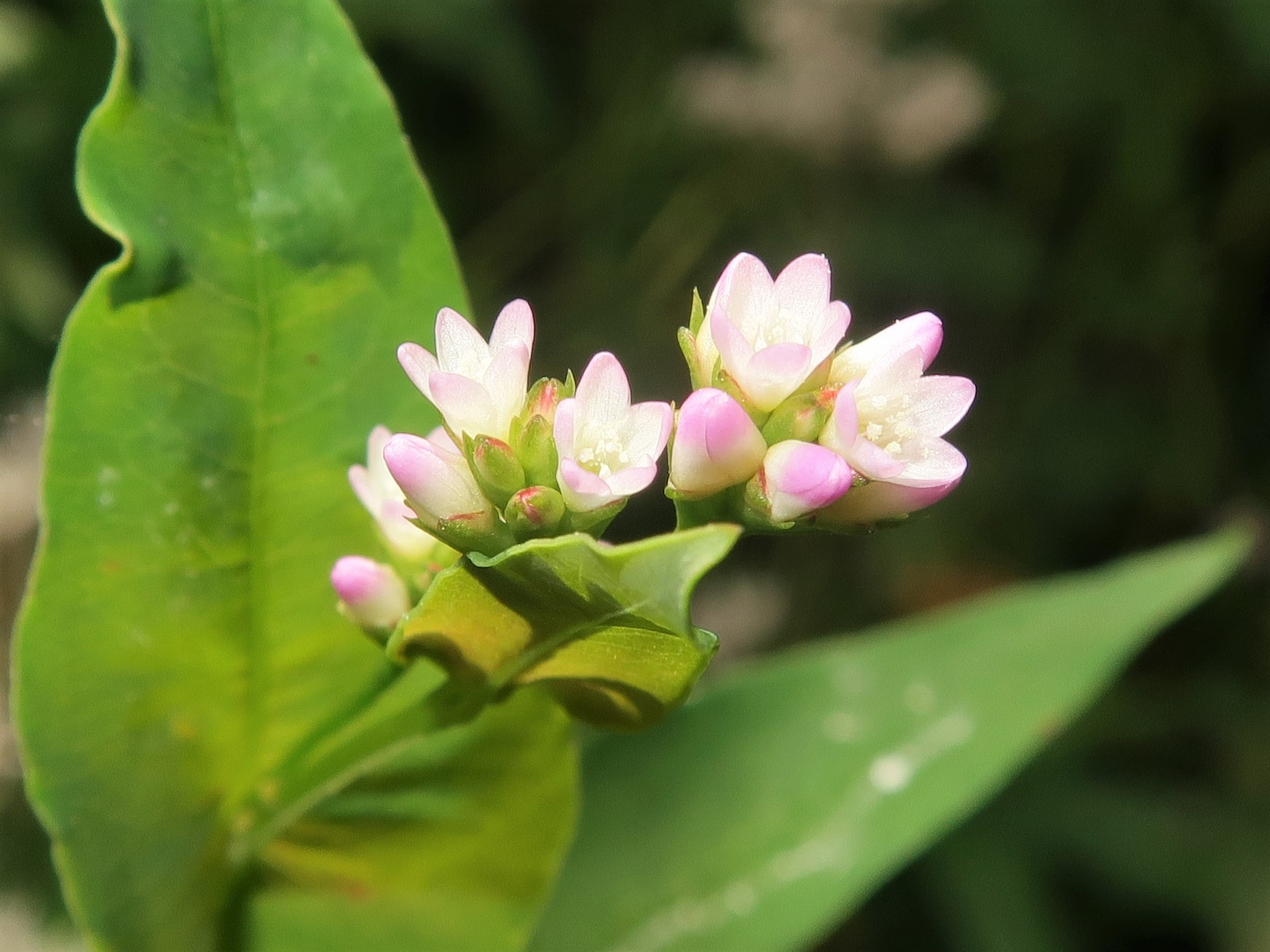
花冠に見える萼は5深裂し、下部は白色で上部はふつう淡紅色になる。